# Pop/off/art
pop/off/art — московская галерея современного искусства, основанная в 2004 году искусствоведом Сергеем Поповым.

## История
Галерея pop/off/art основана в 2004 году Сергеем Поповым. Название галереи обыгрывает фамилию основателя, используя английский глагол to pop off и название направления в искусстве поп-арт. С 2011 года галерея располагается на территории Центра современного искусства ВИНЗАВОД, а в организации её работы принимает участие жена Сергея Попова, искусствовед Ольга Попова.
Галереей организованы десятки проектов художников, как российских, так и живущих за рубежом, как на собственной площадке, так и на территориях других институций. Галерея осуществляла проекты совместно с ведущими музеями России: Государственным Эрмитажем, Государственной Третьяковской галерей, Государственным Русским музеем, Московским музеем современного искусства, Государственным центром современного искусства и т. д.; среди важнейших проектов галереи — ретроспективы Владимира Куприянова, Юрия Злотникова, Эрика Булатова. Среди художников, с которыми работала галерея, — заметные фигуры нескольких поколений, от второго авангарда и соц-арта (Вагрич Бахчанян, Ростислав Лебедев, Аркадий Петров) до ведущих авторов рубежа веков (Константин Батынков, Анатолий Осмоловский, Виталий Пушницкий, Кирилл Чёлушкин и др.).
7 сентября 2012 года в Берлине персональной выставкой петербургского художника Григория Майофиса «Уроки русского» (Russischunterricht) открылся филиал галереи. Пространство галереи pop/off/art располагалось в престижном районе Берлина Шарлоттенбург до 2014 года.
26 октября 2020 года прошла пресс-конференция по случаю начала работы Ассоциации галерей (АГА), созданной по инициативе группы московских галерей и Фонда поддержки современного искусства «Винзавод» в Образовательном центре Московского музея современного искусства. Инициатором создания Ассоциации галерей выступила Софья Троценко.
В январе 2022 года галерея pop/off/art (Москва) и галерея Anna Nova (Санкт-Петербург) объявили об официальном сотрудничестве.

## POP/OFF/ART LAB
- Андрей Андреев[5]
- Павла Маркова[6]
- Ася Заславская[7]